# Kees van Wonderen
Cornelis Hendricus (Kees) van Wonderen (Bergen (NH), 4 januari 1969) is een Nederlands voormalig profvoetballer en huidig voetbaltrainer, die op professioneel niveau uitkwam voor N.E.C., NAC en Feyenoord. Met die laatste club veroverde hij in mei 2002 de UEFA Cup door in de finale in De Kuip met 3-2 te winnen van Borussia Dortmund. Hij speelde vijf interlands voor het Nederlands voetbalelftal.

## Carrière

### Voetballer

#### Clubs
Van Wonderen was als voetballer een laatbloeier. Hij speelde pas op 22-jarige leeftijd voor het eerst in het eerste elftal van NEC. De club kwam toentertijd uit in de Eerste divisie, maar drie seizoenen later promoveerde de speler met de club naar de Eredivisie. Nadat hij NEC verruilde voor NAC, dat eveneens uitkwam in de Eredivisie, werden de kwaliteiten van de verdediger steeds beter zichtbaar. Door goede prestaties wekte hij de interesse van Feyenoord.
Eenmaal in dienst van Feyenoord streed hij mee voor de prijzen in de voetballerij. Tegelijkertijd werden zijn kwaliteiten meer en meer op waarde geschat, wat hem op 13 oktober 1998 zijn debuut in het Nederlands elftal opleverde. In de vriendschappelijke thuiswedstrijd tegen het Ghanees voetbalelftal werd met 0-0 gelijk gespeeld. Gedurende zijn carrière zou hij nog viermaal in een interlandwedstrijd spelen; hij maakte geen doelpunten.
Bij Feyenoord wist Van Wonderen wel zo nu en dan een doelpunt te maken, maar in de meeste wedstrijden was dit gezien zijn positie in het veld logischerwijs niet het geval. Feyenoord behaalde in 1999 de landstitel. Het echte hoogtepunt uit zijn loopbaan volgde echter in het seizoen 2001/2002. Na een teleurstellend seizoen in de UEFA Champions League, waarin Feyenoord slechts derde werd in de poule, werd de club veroordeeld tot het spelen van wedstrijden in de UEFA Cup. Feyenoord versloeg clubs als SC Freiburg, Glasgow Rangers, PSV en Internazionale, waarna in de Kuip het karwei geklaard diende te worden. De wedstrijd kreeg een extra emotionele lading, omdat enkele dagen voor de finale de Rotterdamse politicus Pim Fortuyn was vermoord. Zowel spelers, bestuursleden als een groot deel van de supporters zaten hier duidelijk mee in hun maag. Er werd daarom al snel besloten bij een eventuele overwinning geen officiële huldiging te houden. Onder leiding van Pierre van Hooijdonk (2 goals) werd de wedstrijd uiteindelijk met 3-2 gewonnen. Twee seizoenen later zette van Wonderen een punt achter zijn actieve loopbaan als voetballer.
| Seizoen | Club      | Competitie     | Wed. | Goals |
| ------- | --------- | -------------- | ---- | ----- |
| 1991/92 | N.E.C.    | Eerste divisie | 37   | 16    |
| 1992/93 | N.E.C.    | Eerste divisie | 31   | 6     |
| 1993/94 | N.E.C.    | Eerste divisie | 31   | 4     |
| 1994/95 | NAC Breda | Eredivisie     | 24   | 3     |
| 1995/96 | NAC Breda | Eredivisie     | 32   | 3     |
| 1996/97 | Feyenoord | Eredivisie     | 31   | 1     |
| 1997/98 | Feyenoord | Eredivisie     | 15   | 0     |
| 1998/99 | Feyenoord | Eredivisie     | 33   | 1     |
| 1999/00 | Feyenoord | Eredivisie     | 28   | 1     |
| 2000/01 | Feyenoord | Eredivisie     | 23   | 1     |
| 2001/02 | Feyenoord | Eredivisie     | 26   | 0     |
| 2002/03 | Feyenoord | Eredivisie     | 29   | 0     |
| 2003/04 | Feyenoord | Eredivisie     | 18   | 1     |
| Totaal  | Totaal    | Totaal         | 358  | 37    |

#### Nationaal
Op 13 oktober 1998 debuteerde Van Wonderen voor Nederland in een vriendschappelijke wedstrijd tegen Ghana (0–0). Hij viel in dat duel in de 55e minuut in voor Jaap Stam.
| Interlands van Kees van Wonderen voor Nederland | Interlands van Kees van Wonderen voor Nederland | Interlands van Kees van Wonderen voor Nederland | Interlands van Kees van Wonderen voor Nederland | Interlands van Kees van Wonderen voor Nederland | Interlands van Kees van Wonderen voor Nederland |
| №                                               | Datum                                           | Wedstrijd                                       | Uitslag                                         | Soort Wedstrijd                                 | Doelpunten                                      |
| Als speler bij Feyenoord                        | Als speler bij Feyenoord                        | Als speler bij Feyenoord                        | Als speler bij Feyenoord                        | Als speler bij Feyenoord                        | Als speler bij Feyenoord                        |
| ----------------------------------------------- | ----------------------------------------------- | ----------------------------------------------- | ----------------------------------------------- | ----------------------------------------------- | ----------------------------------------------- |
| 1.                                              | 13 oktober 1998                                 | Nederland – Ghana                               | 0 – 0                                           | Vriendschappelijk                               | 0                                               |
| 2.                                              | 18 november 1998                                | Duitsland – Nederland                           | 1 – 1                                           | Vriendschappelijk                               | 0                                               |
| 3.                                              | 10 februari 1999                                | Portugal – Nederland                            | 0 – 0                                           | Vriendschappelijk                               | 0                                               |
| 4.                                              | 31 maart 1999                                   | Nederland – Argentinië                          | 1 – 1                                           | Vriendschappelijk                               | 0                                               |
| 5.                                              | 28 april 1999                                   | Nederland – Marokko                             | 1 – 2                                           | Vriendschappelijk                               | 0                                               |

### Voetbaltrainer

#### FC Twente
Na zijn loopbaan als profvoetballer ging hij als scout van Feyenoord aan de slag. Dit hield hij echter na enkele maanden al voor gezien. Daarna werd hij assistent-trainer van Camiel Jager bij zijn jeugdclub VV Bennekom. In de zomer van 2008 ging hij in op een aanbod van FC Twente om daar toe te treden tot de technische staf. Dat deed hij twee jaar onder Steve McClaren, waarna hij aangaf een stapje terug te willen doen om meer tijd met zijn familie door te kunnen brengen. In oktober 2010 tekende hij een contract voor onbepaalde tijd bij Twente als assistent Technisch Manager. Op 6 juli 2012 besloten Van Wonderen en FC Twente (tijdelijk) uit elkaar te gaan. In februari 2013 is hij op verzoek van toenmalig coach Alfred Schreuder teruggekeerd bij FC Twente als assistent-trainer. 

#### KNVB

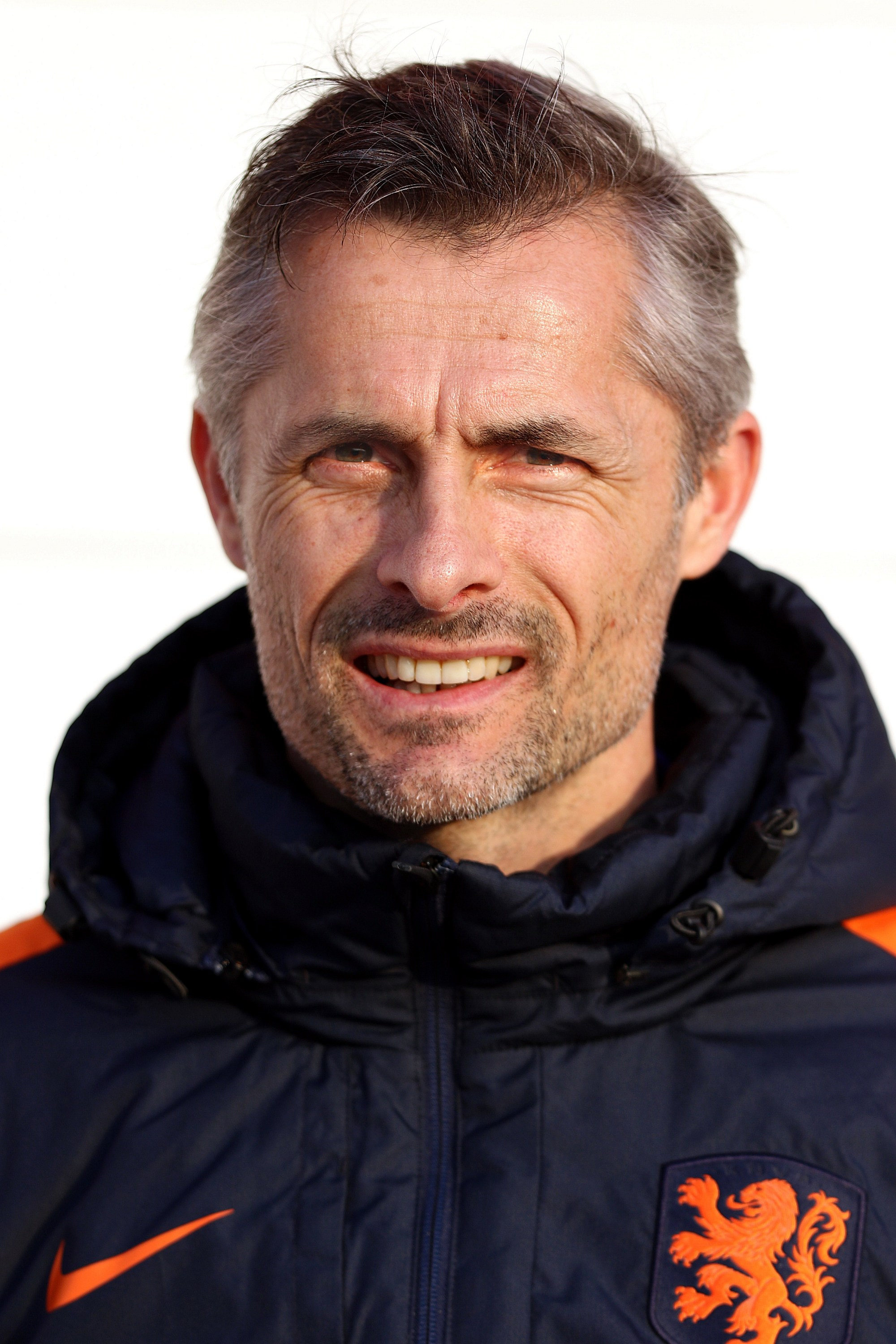
van Wonderen als coach van Nederland –18 in 2017

In 2011 ging Van Wonderen aan de slag als assistent van Oranje onder 16. Hij ging dit doen naast zijn werkzaamheden bij FC Twente. Ook werd hij ingezet bij Oranje onder 18. Enkele seizoenen na zijn vertrek uit Enschede, aan het begin van het seizoen 2017/18, werd Van Wonderen als stagiair toegevoegd aan de technische staf van VVV-Venlo.
Op 20 mei 2018 won Van Wonderen als bondscoach van Oranje onder 17 met zijn ploeg het Europees kampioenschap onder 17 in het Engelse Rotherham. In de finale werd na een 2-2 gelijke stand met strafschoppen gewonnen van Italië.
Tijdens de EK-kwalificatie voor het EK 2020 was Van Wonderen assistent van bondscoach Ronald Koeman. Hij behaalde met Oranje het EK. Op 3 november 2019 maakte hij bekend te stoppen als assistent. Hij vond namelijk dat hij niet de juiste ambitie als trainer kon benutten en koos ervoor om niet mee te gaan naar het EK.

#### Go Ahead Eagles
In juli 2020 werd Van Wonderen voor twee seizoenen aangesteld als hoofdtrainer van Go Ahead Eagles. Na een wisselvallig begin klom de ploeg langzaam aan omhoog richting de promotieplaatsen op de ranglijst. Op de slotdag van zijn eerste seizoen bij de Eagles wist zijn elftal op 12 mei 2021 promotie naar de Eredivisie te bewerkstelligen doordat het zelf won bij Excelsior (0-1) en directe concurrent De Graafschap gelijkspeelde tegen Helmond Sport.

#### SC Heerenveen
Op 21 maart 2022 werd bekendgemaakt dat Van Wonderen als hoofdtrainer wordt aangesteld bij de start van het seizoen 2022/2023. In maart 2024 werd bekend dat Van Wonderen Heerenveen aan het einde van het lopende seizoen ging verlaten.

### FC Schalke 04
In oktober 2024 tekende Van Wonderen een contract tot de zomer van 2026 bij FC Schalke 04. Hij volgde de ontslagen trainer Karel Geraerts en de daarop aangestelde interim-trainer Jakob Fimpel op. Als assistent nam hij Robert Molenaar mee naar de Duitse club. De resultaten stelden teleur en de verhoudingen raakten verstoord, zodat club en trainer na het eerste seizoen niet verder wilden met elkaar. De club wachtte dat niet af en ontsloeg Van Wonderen en Molenaar in mei 2025 na enkele nederlagen.

## Erelijst
Als speler
| Competitie           |           |           |           |           |
| Competitie           | Aantal    | Jaren     |           |           |
| Feyenoord            | Feyenoord | Feyenoord | Feyenoord | Feyenoord |
| -------------------- | --------- | --------- | --------- | --------- |
| Internationaal       |           |           |           |           |
| UEFA Cup             | 1x        | 2001/02   |           |           |
| Nationaal            |           |           |           |           |
| Eredivisie           | 1x        | 1998/99   |           |           |
| Johan Cruijff Schaal | 1x        | 1999      |           |           |

Als assistent-trainer
| Eredivisie | 1x | 2009/10 |

Als bondscoach
| Competitie       | Winnaar       | Winnaar       | Runner-up     | Runner-up     | Derde         | Derde         |
| Competitie       | Aantal        | Jaren         | Aantal        | Jaren         | Aantal        | Jaren         |
| Nederland –17    | Nederland –17 | Nederland –17 | Nederland –17 | Nederland –17 | Nederland –17 | Nederland –17 |
| ---------------- | ------------- | ------------- | ------------- | ------------- | ------------- | ------------- |
| UEFA EK onder 17 | 1x            | 2018          |               |               |               |               |

Als trainer
| Zilveren Kampioensschild | 1x | 2020/21 |